# William Sutcliffe
William Sutcliffe (Londres, 1971) és un novel·lista britànic. Un alumne de Haberdashers' Aske's Boys' School, Sutcliffe va començar la seva carrera d'escriptor amb una novel·la sobre la vida escolar titulada New Boy (1996), que va precedir la seva obra més coneguda fins al moment, Are You Experienced? (1997), una novel·la sobre un any sabàtic preuniversitari en què un grup de joves britànics viatgen a l'Índia sense saber molt bé què trobar-s'hi o què fer. The Love Hexagon (2000) tracta la història de sis joves londinencs que tenen dificultats per aconseguir una relació. Bad Influence (2004) se centra al voltant de les complexes amistats de la infància d'Olly, un noi de deu anys d'un suburbi del nord de Londres. El 2008 va publicar Whatever Makes You Happy , on s'ocupa d'unes mares i homes intromissors que es neguen a fer-se grans. La seva primera novel·la juvenil és The Wall (2013), traduïda en català com a El mur.

## Obra publicada
- New Boy (1996)
- Are You Experienced? (1997)
- The Love Hexagon (2000)
- Bad Influence (2004)
- Whatever Makes You Happy (2008)
- The Wall (2013), traduït en català com a El mur (Fanbooks, 2013) per Marc Rubio[1]